# Step Up (franchise)
Step Up è un media franchise statunitense incentrato sul mondo del ballo composta da 5 film e 1 serie televisiva.

## Film della serie

### Step Up(2006)
Tyler Gage riceve l'opportunità di una vita dopo aver vandalizzato una scuola di arti dello spettacolo, offrendogli l'opportunità di guadagnare una borsa di studio e danzare con una ballerina emergente, Nora Clark.

### Step Up 2 - La strada per il successo(2008)
Scintille romantiche si verificano tra Andie, una ragazza cresciuta tra le crew di strada e Chase, uno studente di danza alla Maryland School of the Arts. La coppia crea una propria crew per battersi alla competizione "The Streets".

### Step Up3D(2010)
Un gruppo affiatato di ballerini di strada di New York, si ritrovano a battere i migliori ballerini di hip hop del mondo in una resa dei conti ad alto rischio.

### Step Up Revolution(2012)
Un gruppo di ballerini di flash mob, guidati da Sean e da Emily, figlia di un magnate di hotel, tentano di salvare le loro case di Miami dagli hotel.

### Step Up: All In(2014)
Tutte le stelle dei precedenti Step Up si incontrano nella scintillante Las Vegas, combattendo per una vittoria che potrebbe definire i loro sogni e le loro carriere.

### Remake cinese (2018)
Un film in lingua cinese nella serie è previsto per il 2018, con le riprese principali iniziate a dicembre 2016.

## Serie televisiva

### Step Up: High Water(2018)
I gemelli Tal e Janelle si trasferiscono dall'Ohio, ritrovandosi immersi in un mondo in cui ogni mossa è una prova.

## Incassi
Questi dati sono quelli riportati nei siti web Box Office Mojo (dati USA e mondiali) e Movieplayer (dati Italia). Dati aggiornati al settembre 2014.
| Film                                         | Stati Uniti  | Italia      | Mondo         |
| -------------------------------------------- | ------------ | ----------- | ------------- |
| Step Up (2006)                               | $ 65.328.121 | € 3.614.109 | $ 114.194.847 |
| Step Up 2 - La strada per il successo (2008) | $ 58.017.783 | € 4.047.967 | $ 150.816.700 |
| Step Up 3D (2010)                            | $ 42.400.223 | € 7.071.985 | $ 159.291.809 |
| Step Up Revolution (2012)                    | $ 7.071.985  | € 4.230.093 | $ 140.470.746 |
| Step Up All In (2014)                        | $ 14.316.000 | € 1.548.687 | $ 67.816.000  |

La serie ha incassato un totale di 632590102 $ circa.

## Giudizio della critica
| Film                                         | Rotten Tomatoes   | Rotten Tomatoes   | Rotten Tomatoes          | Metacritic      |
| Film                                         | Assoluto          | Top della critica | Pubblico                 | Metacritic      |
| -------------------------------------------- | ----------------- | ----------------- | ------------------------ | --------------- |
| Step Up (2006)                               | 19% (103 giudizi) | 19% (32 giudizi)  | 83% (615,631 recensioni) | 48 (23 giudizi) |
| Step Up 2 - La strada per il successo (2008) | 27% (62 giudizi)  | 30% (20 giudizi)  | 76% (190,892 recensioni) | 50 (20 giudizi) |
| Step Up 3D (2010)                            | 46% (117 giudizi) | 54% (24 giudizi)  | 64% (100,523 recensioni) | 45 (23 giudizi) |
| Step Up Revolution (2012)                    | 42% (90 giudizi)  | 30% (23 giudizi)  | 68% (65,391 recensioni)  | 43 (22 giudizi) |
| Step Up All In (2014)                        | 39% (38 giudizi)  | 36% (11 giudizi)  | 57% (33,007 recensioni)  | 45 (17 giudizi) |